# Hololive SUPER EXPO 2025 & hololive 6th fes. Color Rise Harmony
「hololive SUPER EXPO 2025 & hololive 6th fes. Color Rise Harmony」は、2025年3月8日から3月9日にかけて、日本・幕張メッセにて開催された、6回目の「hololive SUPER EXPO & fes.」。公式ハッシュタグは、「#hololivefesEXPO25」である。

## 主催・協賛
- 主催 - カバー株式会社、hololive production[1]
- プラチナスポンサー - 株式会社バンダイ[2]
- ゴールドスポンサー - UNDONE、株式会社グッドスマイルカンパニー、フリュー株式会社、一卡通票證公司、株式会社エクシング、株式会社タイトー、LOTTE CULTUREWORKS CO., LTD.[2]
- シルバースポンサー - 株式会社カプコン、株式会社コナミアミューズメント、株式会社GENDA GiGO Entertainment、株式会社デザインココ、株式会社ブシロード、明利酒類株式会社[2]
- 協賛 - iBUYPOWER、アークベル株式会社、株式会社サードウェーブ[2]

## hololive SUPER EXPO 2025 Supported By BANDAI
「hololive SUPER EXPO 2025 Supported By BANDAI」（ホロライブ スーパー エキスポ 2025 サポーテッド バイ バンダイ）は、2025年3月8日および3月9日の9時から18時にかけて、幕張メッセの国際展示場1-6ホールにて開催された、4回目の「hololive SUPER EXPO」。テーマは「hololive ARCADE」で、ブースの数は39である。

### hololive SUPER EXPO 2025 後夜祭 ～bonus stage～
「hololive SUPER EXPO 2025 後夜祭 ～bonus stage～」（ホロライブ スーパー エキスポ 2025 こうやさい ～ボーナスステージ～）は、2025年5月24日から8月10日にかけて、日本の6つの会場にて開催された、「hololive SUPER EXPO 2025 Supported By BANDAI」の後夜祭となるポップアップストア。「hololive SUPER EXPO 2025 Supported By BANDAI」で展示された一部の展示物の再展示や、イベント限定グッズ・地域限定グッズの販売の他、達成することで非売品のB2タペストリーが貰えるデジタルスタンプラリー、ホロライブのマスコット・「宝鐘クマリン」・「ぽこべぇ」による着ぐるみグリーティングなどが実施された。また、同時期に行われたイベント「hololive GAMERS fes. 超超超超ゲーマーズ2」とのコラボレーションにより、5月31日には「毛玉ころね」、6月14日には「フブラ」、6月28日には「おかにゃん」の着ぐるみグリーティングが実施された。

5月24日から6月1日にかけてはイオンレイクタウン、6月7日から6月15日にかけてはイオンモール札幌苗穂、6月21日から6月29日にかけてはイオンモール名取、7月5日から7月13日にかけてはなんばマルイ、7月19日から7月27日にかけてはイオンモール岡崎、8月2日から8月10日にかけてはイオンモール福岡が会場となった。また、各会場ごとにイメージタレントが配置されており、埼玉会場は兎田ぺこらと響咲リオナ、北海道会場は不知火フレアと白銀ノエル、宮城会場は桃鈴ねねと雪花ラミィ、大阪会場は一伊那尓栖と一条莉々華、愛知会場は夏色まつりと宝鐘マリン、福岡会場は星街すいせいと風真いろはである。

## hololive 6th fes. Color Rise Harmony
「hololive 6th fes. Color Rise Harmony」（ホロライブ シックス フェス カラー ライズ ハーモニー）は、2025年3月8日から3月9日にかけて、幕張メッセの国際展示場9-11ホールにて開催された、6回目の「hololive fes.」。「hololive STAGE1」（ホロライブ ステージ1）、「hololive STAGE2」（ホロライブ ステージ2）、「CREATORS' STAGE」（クリエイターズ ステージ）、「hololive STAGE3」（ホロライブ ステージ3）の4つの公演からなり、それぞれ2025年3月8日の13時、18時30分、同年3月9日の13時、18時30分から行われた。「hololive STAGE1」、「hololive STAGE2」、「hololive STAGE3」は、女性バーチャルYouTuberグループ・ホロライブの所属タレント59名が3組に分かれて出演し、対する「CREATORS' STAGE」は、ホロライブに楽曲提供を行ったクリエイターとのコラボステージで、ホロライブの所属タレント31名が出演した。また、本ライブでは新たな試みとして、会場の壁際に設置された通常のステージに加え、会場の中央に設置された回転する六角柱のステージでも公演が行われた。

### 出演タレント
「hololive STAGE1」、「hololive STAGE2」、「hololive STAGE3」では、「Color Rise Harmony」以外の歌唱時は、ReGLOSS以外の出演タレントが「カラーライズ衣装」、ReGLOSSのメンバーが「フィーリングラデーション」の歌唱時は「Daybreak衣装」と呼ばれるアイドル衣装、それ以外の歌唱時はふだんの配信で使用しているものと同一の衣装、「Color Rise Harmony」の歌唱時は、出演タレント全員が実際に物販にて発売されたTシャツを着て出演した。「カラーライズ衣装」のデザインは、イラストレーターのおるだんが「どのタレントさんでも、どのカラーでも似合う衣装」を目指して手がけた。「CREATORS' STAGE」における出演タレントの衣装は、ふだんの配信で使用しているものと同一である。
「hololive STAGE1」
星街すいせい、赤井はあと、夏色まつり、不知火フレア、白銀ノエル、角巻わため、常闇トワ、姫森ルーナ、桃鈴ねね、ラプラス・ダークネス、博衣こより、ムーナ・ホシノヴァ、クレイジー・オリー、カエラ・コヴァルスキア、IRyS、シオリ・ノヴェラ、古石ビジュー、ネリッサ・レイヴンクロフト、フワワ・アビスガード、モココ・アビスガード
「hololive STAGE2」
AZKi、紫咲シオン、兎田ぺこら、宝鐘マリン、天音かなた、尾丸ポルカ、鷹嶺ルイ、風真いろは、アユンダ・リス、パヴォリア・レイネ、こぼ・かなえる、森カリオペ、小鳥遊キアラ、ハコス・ベールズ、ReGLOSS（火威青、音乃瀬奏、一条莉々華、儒烏風亭らでん、轟はじめ）
「hololive STAGE3」
ときのそら、ロボ子さん、さくらみこ、アキ・ローゼンタール、白上フブキ、百鬼あやめ、癒月ちょこ、大空スバル、大神ミオ、猫又おかゆ、戌神ころね、雪花ラミィ、獅白ぼたん、アイラニ・イオフィフティーン、アーニャ・メルフィッサ、ベスティア・ゼータ、一伊那尓栖、がうる・ぐら、オーロ・クロニー、七詩ムメイ
「CREATORS' STAGE」
ときのそら、ロボ子さん、さくらみこ、星街すいせい、AZKi、百鬼あやめ、大空スバル、大神ミオ、猫又おかゆ、兎田ぺこら、不知火フレア、白銀ノエル、宝鐘マリン、角巻わため、常闇トワ、桃鈴ねね、鷹嶺ルイ、博衣こより、ムーナ・ホシノヴァ、アイラニ・イオフィフティーン、クレイジー・オリー、ベスティア・ゼータ、こぼ・かなえる、森カリオペ、小鳥遊キアラ、IRyS、ハコス・ベールズ、古石ビジュー、ネリッサ・レイヴンクロフト、フワワ・アビスガード、モココ・アビスガード

### バンド
出典 - 
- ギター - 奈良悠樹、安島龍人
- キーボード・バンドマスター - 西村奈央
- ベース - 櫻井陸来
- ドラムセット - 髭白健

### セットリスト
「hololive STAGE1」
1. 「Stellar Stellar」（星街すいせい）
2. 「Capture the Moment」（「hololive STAGE1」の出演タレント全員）
3. 「シアワセ√コヨリニウム」（博衣こより）
4. 「チルドレンレコード (Re:boot)」（クレイジー・オリー）
5. 「アイドルライフスターターパック」（夏色まつり、桃鈴ねね、ラプラス・ダークネス）
  - MC1（夏色まつり、桃鈴ねね、ラプラス・ダークネス）
6. 「東京テディベア」（ラプラス・ダークネス）
7. 姫森ルーナメドレー「ぐるぐる＠まわる＠まわルーナ」「守護ってルーナイト」（姫森ルーナ）
8. 「Born to be “BAU”DOL☆★」（フワワ・アビスガード、モココ・アビスガード）
9. 不知火フレア、白銀ノエルメドレー「大還元祭!夢のフレアチャンネル!」「Wander!」（不知火フレア、白銀ノエル）
  - MC2（不知火フレア、白銀ノエル）
10. 「Say My Name」（ネリッサ・レイヴンクロフト）
11. 「逆光のフリューゲル」（フワワ・アビスガード、モココ・アビスガード）
12. 「イタズラーニャ!」（白銀ノエル）
13. 「Los! Los! Los!」（角巻わため、IRyS）
  - MC3（角巻わため、IRyS）
14. 「Funfair」（不知火フレア）
15. 「覚醒」（シオリ・ノヴェラ）
16. 「ラヴレター」（夏色まつり）
17. 「ハレ晴レユカイ」（赤井はあと、姫森ルーナ、博衣こより）
  - MC4（博衣こより、フワワ・アビスガード、モココ・アビスガード）
18. 「brave heart」（カエラ・コヴァルスキア）
19. 「プリズムの魔法」（古石ビジュー）
20. 「LOVE受信、ヒクツ発信」（桃鈴ねね）
21. 「Rebellion」（シオリ・ノヴェラ、古石ビジュー、ネリッサ・レイヴンクロフト、フワワ・アビスガード、モココ・アビスガード）
  - MC5（カエラ・コヴァルスキア、古石ビジュー、ネリッサ・レイヴンクロフト）
22. 「Who2」（赤井はあと）
23. 「TwiLight」（IRyS）
24. 「Multiverse」（ムーナ・ホシノヴァ）
25. 「花になって」（ムーナ・ホシノヴァ、クレイジー・オリー、カエラ・コヴァルスキア）
  - MC6（赤井はあと、ムーナ・ホシノヴァ、クレイジー・オリー）
26. 「WataAme Pop」（角巻わため）
27. 常闇トワメドレー「FACT」「My Abyss」「ライメイ」（常闇トワ）
28. 「PLATONIC GIRL」（星街すいせい、常闇トワ）
  - MC7（星街すいせい、常闇トワ）
29. 「Color Rise Harmony」（「hololive STAGE1」の出演タレント全員）

「hololive STAGE2」
1. 「Capture the Moment」（「hololive STAGE2」の出演タレント全員）
2. 「ぽ」（尾丸ポルカ）
3. 「唱」（ハコス・ベールズ）
4. 「パイパイ仮面でどうかしらん?」（宝鐘マリン）
5. 「フィーリングラデーション」（火威青、音乃瀬奏、一条莉々華、儒烏風亭らでん、轟はじめ）
  - MC1（天音かなた、尾丸ポルカ）
6. 「魔法少女まじかる☆ござる」（風真いろは）
7. 「今日も大天才っ!」（一条莉々華）
8. 「ヤミヤムヤミ」（パヴォリア・レイネ）
9. 「メズマライザー」（尾丸ポルカ、ハコス・ベールズ）
  - MC2（火威青、音乃瀬奏、一条莉々華）
  - 「ゴメンねメディスン」（紫咲シオン）
10. 「Club Blue Fire」（火威青）
11. 「メルト」（音乃瀬奏）
12. 「ULTRA C」（アユンダ・リス、パヴォリア・レイネ、小鳥遊キアラ）
  - MC3（アユンダ・リス、パヴォリア・レイネ、小鳥遊キアラ）
13. 「鎌倉STYLE（儒烏風亭らでん）
14. 「はいよろこんで」（轟はじめ）
15. 「Chaotic inner world（AZKi）
16. 「脳漿炸裂ガール」（天音かなた、風真いろは）
  - MC4（儒烏風亭らでん、轟はじめ）
17. 「フレイムハート」（アユンダ・リス）
18. 「MIRAGE」（小鳥遊キアラ）
19. 「クマ ～くまおの初恋 クマったな～」（こぼ・かなえる）
20. 「光るなら」（AZKi、紫咲シオン、兎田ぺこら）
  - MC5（鷹嶺ルイ、風真いろは）
21. 「最強女神†ウーサペコラ」（兎田ぺこら）
22. 「魔眼ウインク」（鷹嶺ルイ）
23. 鷹嶺ルイ、森カリオペメドレー「失礼しますが、RIP♡」「オーバード」（鷹嶺ルイ、森カリオペ）
  - MC6（森カリオペ、ハコス・ベールズ）
24. 「片羽」（天音かなた）
25. 森カリオペメドレー「Make 'Em Afraid」「FLASH BANG」「DONMAI」（森カリオペ）
26. 「III」（宝鐘マリン、こぼ・かなえる）
  - MC7（宝鐘マリン、こぼ・かなえる）
27. 「Color Rise Harmony」（「hololive STAGE2」の出演タレント全員）

「hololive STAGE3」
6曲目の「Break It Down」および、11曲目の「CHRONIC」は、本公演にて初めて披露された新曲である。
1. 「Capture the Moment」（「hololive STAGE3」の出演タレント全員）
2. 「ラミィズバリバリワークアウト」（雪花ラミィ）
3. 「星駆ける空へ」（大空スバル）
4. 「Colorful Universe」（大神ミオ）
5. いろはにほへっと あやふぶみメドレー「おにけもだんす」「百花繚乱花吹雪」（白上フブキ、百鬼あやめ、大神ミオ）
  - MC1（白上フブキ、百鬼あやめ、大神ミオ）
6. 「Break It Down」（ベスティア・ゼータ）
7. 「旦那様とのラブラブ・ラブソング」（アイラニ・イオフィフティーン）
8. 百鬼あやめメドレー「宵の余、良い!」「かわ世」「夢花火」（百鬼あやめ）
9. 「すきっ!～超ver～」（アイラニ・イオフィフティーン、アーニャ・メルフィッサ、ベスティア・ゼータ）
  - MC2（アイラニ・イオフィフティーン、アーニャ・メルフィッサ、ベスティア・ゼータ）
10. 「キミにまつわる運命事情」（アキ・ローゼンタール）
11. 「CHRONIC」（アーニャ・メルフィッサ）
12. 「ちょこせんせーしょん」（癒月ちょこ）
13. ときのそら、さくらみこ、大空スバルメドレー「ホットダック!」「スタースタースタート」「きゅんきゅんみこきゅんきゅん♡」（ときのそら、さくらみこ、大空スバル）
  - MC3（ロボ子さん、アキ・ローゼンタール、雪花ラミィ）
14. 「粛聖!! ロリ神レクイエム☆」（オーロ・クロニー）
15. 「Mad POPCORN World!」（戌神ころね）
16. 「キスだけでいいからね」（猫又おかゆ）
17. 「アイディスマイル」（一伊那尓栖、がうる・ぐら、オーロ・クロニー、七詩ムメイ）
  - MC4（一伊那尓栖、オーロ・クロニー）
18. 「ANIMA」（ロボ子さん）
19. 「愛して愛して愛して」（一伊那尓栖）
20. 「だんご大家族」（がうる・ぐら）
21. 「ハイド・アンド・シーク」（ロボ子さん、アキ・ローゼンタール、癒月ちょこ）
  - MC5（癒月ちょこ、獅白ぼたん）
22. 「Hikari」（獅白ぼたん）
23. 「準透明少年」（七詩ムメイ）
24. 「Gimme×Gimme」（雪花ラミィ、獅白ぼたん）
  - MC6（大空スバル、猫又おかゆ）
25. 「ラッキーセブンスホイッスル」（ときのそら）
26. 「SUPERNOVA」（白上フブキ）
27. 「if...」（猫又おかゆ、戌神ころね）
  - MC7（ときのそら、さくらみこ）
28. 「flower rhapsody」（さくらみこ）
29. 「Color Rise Harmony」（「hololive STAGE3」の出演タレント全員）

「CREATORS' STAGE」
1. 「Our Bright Parade」（「CREATORS' STAGE」の出演タレント全員）
2. 「いいわけバニー」（兎田ぺこら、不知火フレア、クレイジー・オリー）
3. 「美少女無罪♡パイレーツ」（宝鐘マリン、博衣こより、ベスティア・ゼータ、古石ビジュー）
4. 「Play Dice!」（ハコス・ベールズ）
5. 「ビビデバ」（ときのそら、ロボ子さん、さくらみこ、星街すいせい、AZKi）
  - MC1（ときのそら、ロボ子さん、さくらみこ、星街すいせい、AZKi）
6. 「ホロホーク」（鷹嶺ルイ）
7. 「Go-Getters」（森カリオペ、ネリッサ・レイヴンクロフト）
8. 「I'm Your Treasure Box *あなたは マリンせんちょうを たからばこからみつけた。」（宝鐘マリン）
  - MC2（宝鐘マリン、鷹嶺ルイ）
9. 「ねねちのギラギラファンミーティング」（桃鈴ねね、フワワ・アビスガード、モココ・アビスガード）
10. 「ぎゅーどんかーにばる!」（大空スバル、白銀ノエル）
11. 「もぐもぐYUMMY!」（猫又おかゆ）
  - MC3（大空スバル、白銀ノエル）
12. 「SPARKS」（小鳥遊キアラ、IRyS）
13. 「III」（宝鐘マリン、こぼ・かなえる）
14. 「High Tide」（ムーナ・ホシノヴァ、アイラニ・イオフィフティーン）
15. 「Palette」（常闇トワ）
  - MC4（ムーナ・ホシノヴァ、アイラニ・イオフィフティーン、IRyS）
16. 「夜光通信」（百鬼あやめ、大神ミオ）
17. 「My Song」（角巻わため）
18. 「DAI DAI DAI ファンタジスタ」（さくらみこ）
  - MC5（大神ミオ、角巻わため）
19. 「ソワレ」（星街すいせい）
20. 「Color Rise Harmony」（「CREATORS' STAGE」の出演タレント全員）

### 人命救助
「hololive STAGE3」にて、ホロライブの所属タレント・白上フブキ、百鬼あやめ、大神ミオによるユニット「いろはにほへっと あやふぶみ」が歌唱を行っている最中に、意識を失った一人の観客を周囲の観客が救助する事態が発生した。この救助活動の中心人物となった観客は、台湾出身の救急救命士で、本ライブのために休暇を取って来日していた。後日、この人物はソーシャル・ネットワーキング・サービス・Xにて救助活動の詳細を報告し、それに対してほかのXの利用者は「現地に居た1人のホロリス（ホロライブのファン）として、貴方の勇気ある行動に、最大限の感謝と賞賛を贈ります。是非また日本にいらしてください！」「救急の方が近くに居てよかったです　休暇中に、しかも楽しみにされていたステージの最中だったにもかかわらず、命を優先される心がけはとても尊敬します」などの賞賛と感謝の声を多く寄せた。
また、この人物は救助の際にイベントグッズのペンライトを紛失してしまったと報告の投稿に記していたが、後日カバー株式会社およびホロライブプロダクションから感謝の意を表し感謝状と共にペンライトやそのほかのイベントグッズを含めた謝礼品が送付された。

### エンディング
「hololive STAGE3」の公演終了直後には、ホロライブでは初となる公式スマートフォンゲームに関するプロジェクト「DREAMS」の始動が発表された。

### 楽曲「Color Rise Harmony」
「Color Rise Harmony」（カラー ライズ ハーモニー）は、「hololive 6th fes. Color Rise Harmony」のために制作された、hololive IDOL PROJECTの楽曲。カバー株式会社の自社レーベル「cover corp.」から、2025年2月27日に配信された。作詞・作曲・編曲はナナホシ管弦楽団（岩見陸）が手がけており、歌唱は夏色まつり、不知火フレア、尾丸ポルカ、ラプラス・ダークネス、ムーナ・ホシノヴァ、クレイジー・オリー、ハコス・ベールズ、古石ビジューの8名が担当した。
| 全作詞: ナナホシ管弦楽団、全作曲: 岩見陸、全編曲: ナナホシ管弦楽団。 |                                      |                  |            |      |
| #                                                                    | タイトル                             | 作詞             | 作曲・編曲 | 時間 |
| 1.                                                                   | 「Color Rise Harmony」               | ナナホシ管弦楽団 | 岩見陸     | 3:55 |
| 2.                                                                   | 「Color Rise Harmony」(Instrumental) | ナナホシ管弦楽団 | 岩見陸     | 3:55 |
| 合計時間:                                                            | 合計時間:                            | 7:50             |            |      |

### アフター上映
「『hololive 6th fes. Color Rise Harmony』アフター上映」（ホロライブ シックス フェス カラー ライズ ハーモニー アフターじょうえい）は、2025年9月5日から9月7日にかけて日本全国の映画館にて開催が予定されている、「hololive 6th fes. Color Rise Harmony」の劇場上映会。9月5日には「hololive stage1」、9月6日には「hololive stage2」、9月7日には「hololive stage3」の模様が上映され、9月5日の上映前には夏色まつりと古石ビジュー、9月6日の上映前には尾丸ポルカとアユンダ・リス、9月7日の上映前にはときのそらと一伊那尓栖による限定コメント映像が流れる予定。チケットは、通常料金のものと限定キーホルダー付きチケットの2種類あり、入場者特典として限定クリアポストカードが配られる予定。

#### 映画館一覧
出典：
| 都道府県 | 映画館                                | Stage1 | Stage2 | Stage3 |
| -------- | ------------------------------------- | ------ | ------ | ------ |
| 北海道   | 札幌シネマフロンティア                | 〇     | 〇     | 〇     |
| 宮城県   | TOHOシネマズ仙台                      | 〇     | 〇     | -      |
| 宮城県   | MOVIX仙台                             | -      | -      | 〇     |
| 福島県   | イオンシネマ福島                      | 〇     | 〇     | 〇     |
| 東京都   | 新宿バルト9                           | 〇     | -      | 〇     |
| 東京都   | 新宿ピカデリー                        | -      | 〇     | -      |
| 東京都   | TOHOシネマズ池袋                      | 〇     | 〇     | -      |
| 東京都   | グランドシネマサンシャイン池袋        | 〇     | -      | -      |
| 東京都   | 池袋HUMAXシネマズ                     | -      | 〇     | 〇     |
| 東京都   | T・ジョイPRINCE品川                   | 〇     | 〇     | 〇     |
| 東京都   | TOHOシネマズ日本橋                    | 〇     | -      | -      |
| 東京都   | TOHOシネマズ日比谷                    | -      | 〇     | 〇     |
| 東京都   | TOHOシネマズ上野                      | 〇     | 〇     | -      |
| 東京都   | MOVIX亀有                             | -      | -      | 〇     |
| 東京都   | TOHOシネマズ錦糸町                    | 〇     | 〇     | 〇     |
| 東京都   | イオンシネマ板橋                      | -      | -      | 〇     |
| 東京都   | イオンシネマ シアタス調布             | 〇     | 〇     | 〇     |
| 神奈川県 | 横浜ブルク13                          | 〇     | 〇     | 〇     |
| 神奈川県 | 109シネマズ川崎                       | 〇     | -      | -      |
| 神奈川県 | イオンシネマ新百合ヶ丘                | -      | 〇     | 〇     |
| 神奈川県 | TOHOシネマズ海老名                    | 〇     | 〇     | -      |
| 神奈川県 | イオンシネマ海老名                    | -      | -      | 〇     |
| 千葉県   | T・ジョイ蘇我                         | 〇     | 〇     | 〇     |
| 千葉県   | TOHOシネマズららぽーと船橋            | 〇     | 〇     | 〇     |
| 千葉県   | TOHOシネマズ流山おおたかの森          | 〇     | 〇     | 〇     |
| 埼玉県   | MOVIXさいたま                         | 〇     | 〇     | 〇     |
| 埼玉県   | イオンシネマ越谷レイクタウン          | 〇     | 〇     | 〇     |
| 埼玉県   | T・ジョイ エミテラス所沢              | 〇     | 〇     | 〇     |
| 茨城県   | TOHOシネマズ水戸内原                  | 〇     | 〇     | 〇     |
| 栃木県   | TOHOシネマズ宇都宮                    | 〇     | 〇     | -      |
| 栃木県   | MOVIX宇都宮                           | -      | -      | 〇     |
| 群馬県   | MOVIX伊勢崎                           | 〇     | 〇     | 〇     |
| 長野県   | イオンシネマ松本                      | 〇     | 〇     | 〇     |
| 新潟県   | T・ジョイ新潟万代                     | 〇     | 〇     | 〇     |
| 富山県   | TOHOシネマズ ファボーレ富山           | 〇     | 〇     | 〇     |
| 石川県   | イオンシネマ白山                      | 〇     | 〇     | 〇     |
| 静岡県   | シネシティザート                      | 〇     | 〇     | 〇     |
| 静岡県   | TOHOシネマズ浜松                      | 〇     | 〇     | -      |
| 静岡県   | TOHOシネマズ サンストリート浜北       | -      | -      | 〇     |
| 愛知県   | ミッドランドスクエアシネマ            | 〇     | 〇     | 〇     |
| 愛知県   | 109シネマズ名古屋                     | 〇     | -      | -      |
| 愛知県   | イオンシネマ名古屋茶屋                | -      | 〇     | 〇     |
| 愛知県   | イオンシネマワンダー                  | 〇     | 〇     | 〇     |
| 愛知県   | イオンシネマ長久手                    | 〇     | 〇     | 〇     |
| 岐阜県   | TOHOシネマズ モレラ岐阜               | 〇     | 〇     | 〇     |
| 三重県   | イオンシネマ津南                      | 〇     | 〇     | 〇     |
| 大阪府   | 大阪ステーションシティシネマ          | 〇     | 〇     | 〇     |
| 大阪府   | TOHOシネマズなんば                    | 〇     | 〇     | 〇     |
| 大阪府   | なんばパークスシネマ                  | 〇     | 〇     | 〇     |
| 京都府   | T・ジョイ京都                         | 〇     | 〇     | 〇     |
| 兵庫県   | TOHOシネマズ西宮OS                    | 〇     | 〇     | 〇     |
| 岡山県   | イオンシネマ岡山                      | 〇     | 〇     | 〇     |
| 広島県   | MOVIX広島駅                           | 〇     | 〇     | 〇     |
| 徳島県   | イオンシネマ徳島                      | 〇     | 〇     | 〇     |
| 香川県   | イオンシネマ綾川                      | 〇     | 〇     | 〇     |
| 愛媛県   | シネマサンシャイン エミフルMASAKI     | 〇     | 〇     | 〇     |
| 福岡県   | ユナイテッド・シネマ キャナルシティ13 | 〇     | 〇     | 〇     |
| 福岡県   | Ｔ・ジョイ リバーウォーク北九州       | 〇     | 〇     | 〇     |
| 熊本県   | TOHOシネマズ熊本サクラマチ            | 〇     | 〇     | -      |
| 熊本県   | TOHOシネマズ光の森                    | -      | -      | 〇     |
| 鹿児島県 | 鹿児島ミッテ10                        | 〇     | 〇     | 〇     |
| 沖縄県   | サザンプレックス                      | 〇     | 〇     | 〇     |

## 関連番組
No.3およびNo.8はホロスターズ、No.5はホロライブEnglish、それ以外の回はホロライブの公式YouTubeチャンネルにてそれぞれ公開された。
| #     | タイトル                                                      | 出演タレント・スタッフ                                                             | 公開日          |
| ----- | ------------------------------------------------------------- | ---------------------------------------------------------------------------------- | --------------- |
| No.1  | 【今夜決定！】ユーザー考案！ EXPO限定ドリンク！               | 火威青 轟はじめ 春先のどか                                                         | 2024年 11月20日 |
| No.2  | フェスに向けて先輩たちに揉まれます                            | アキ・ローゼンタール 夏色まつり 癒月ちょこ 轟はじめ 春先のどか（ナレーション）     | 12月4日         |
| No.3  | 【3D歌特番】本気のカラオケバトルに今年はTEMPUSも3D参戦！      | アルランディス 律可 水無世燐央 アクセル・シリオス                                  | 12月9日         |
| No.4  | FesとEXPOのニュース番組！ホロダネ                             | 桃鈴ねね 火威青 儒烏風亭らでん 春先のどか                                          | 2025年 1月16日  |
| No.5  | The Master Complete Guide to the EXPO ＆ the 6th fes.         | ムーナ・ホシノヴァ ベスティア・ゼータ 小鳥遊キアラ ラオーラ・パンテーラ 一条莉々華 | 1月24日         |
| No.6  | 【KV解禁】ブースもフードもグッズもステージも！全部紹介！      | AZKi 角巻わため 音乃瀬奏 轟はじめ                                                  | 2月18日         |
| No.7  | 【重大発表あり】fesだ！EXPOだ！練習だ！3Dカラオケだ！！       | 夏色まつり ハコス・ベールズ 古石ビジュー 儒烏風亭らでん                            | 2月26日         |
| No.8  | EXPO直前スペシャル！ワクワクが止まらない！                    | 花咲みやび 荒咬オウガ 夜十神封魔 羽継烏有                                          | 3月1日          |
| No.9  | 【直前】最後は任せろ！EXPO宣伝隊長が続報発表！？              | 音乃瀬奏 一条莉々華 儒烏風亭らでん                                                 | 3月4日          |
| No.10 | 【感動再び】感謝のEXPO・fes. 振り返り！映像も見せちゃいます。 | アキ・ローゼンタール 一条莉々華 轟はじめ                                           | 3月18日         |